# Boris Swieżewski
Boris Nikołajewicz Swieżewski, ros. Борис Николаевич Свежевский (ur. w 1888 r., zm. 3 stycznia 1970 w Brukseli) – rosyjski wojskowy (pułkownik), działacz skautowski, działacz emigracyjny, inżynier architekt.
Ukończył korpus kadetów w Odessie, zaś w 1908 r. pawłowską szkołę wojskową. Od 1909 r. działał w ruchu skautowskim. Brał udział w I wojnie światowej. Służył w lejbgwardii Pułku Piotrogradzkiego. Doszedł do stopnia pułkownika. Został ranny. Leczył się w szpitalach w Warszawie, a następnie w Piotrogradzie. Uczestniczył w I zjeździe skatowskim. Następnie stanął na czele 1 Piotrogradzkiego Oddziału Skautów. W 1917 r. skierowano go do szkoły praporszczików w Gatczynie. Po rewolucji bolszewickiej 1917 r. przybył do Moskwy, skąd udał się nad Don, gdzie wstąpił do wojsk Białych. W Nowoczerkasku ponownie zaangażował się w działalność ruchu skautowskiego. W 1920 r. w składzie oddziału gen. Bredowa został internowany w Polsce. Osadzono go w obozie w Strzałkowie. W 1921 r. wyjechał do Niemiec. W Altenau utworzył oddział skautów rosyjskich. W 1923 r. przybył do Francji, gdzie wykonywał różne prace, ale wkrótce powrócił do Niemiec. Zamieszkał w Berlinie. Po pewnym czasie wyemigrował do Belgii, gdzie ukończył szkołę architektoniczną. Następnie w Kongu Belgijskim projektował drogi. W 1947 r. powrócił do Belgii, stając na czele oddziału skautów belgijskich. Od 1948 r. przewodniczył belgijsko-luksemberskiemu oddziałowi Organizacji Rosyjskich Młodych Wywiadowców. Jednocześnie kierował rosyjskimi skautami w Belgii. W 1953 r. wszedł w skład kierownictwa Związku Inwalidów.